# Assafarge
Assafarge é uma povoação portuguesa do Município de Coimbra, (no Distrito de Coimbra, na antiga província da Beira Litoral, na região Centro e sub-região do Baixo Mondego), que foi sede da extinta Freguesia de Assafarge, freguesia que tinha 9,73 km² de área e 2 746 habitantes (2011), e, por isso, uma densidade populacional de 282,2 hab/km².
A Freguesia de Assafarge foi extinta em 2013, no âmbito de uma reforma administrativa nacional, tendo sido agregada à freguesia de Antanhol, para formar uma nova freguesia denominada União das Freguesias de Assafarge e Antanhol da qual é a sede.

## População

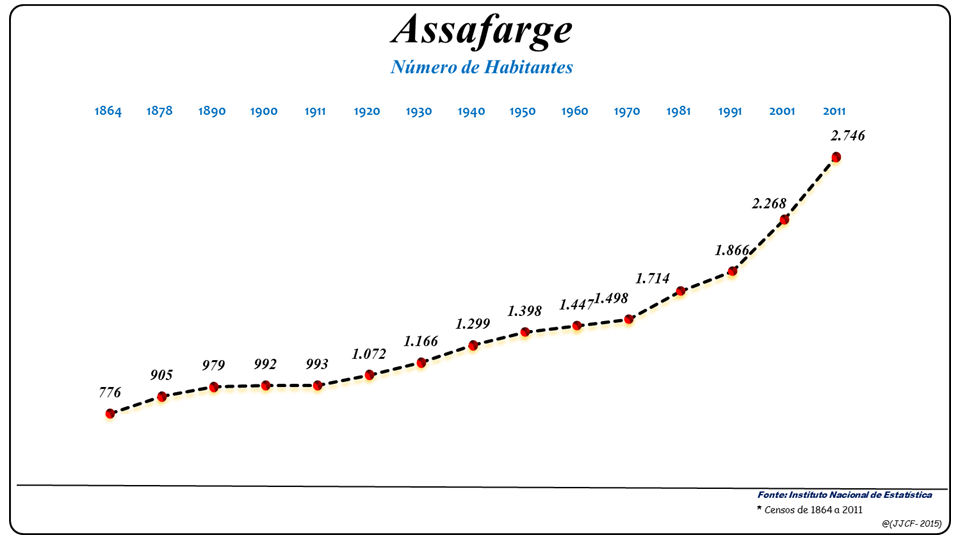
Evolução da População (1864 / 2011)

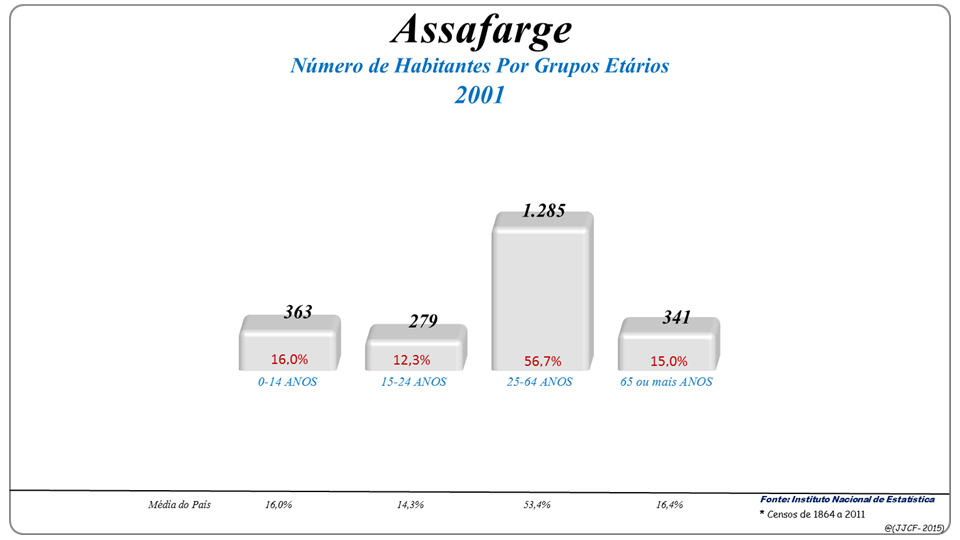
Grupos Etários (2001 e 2011)

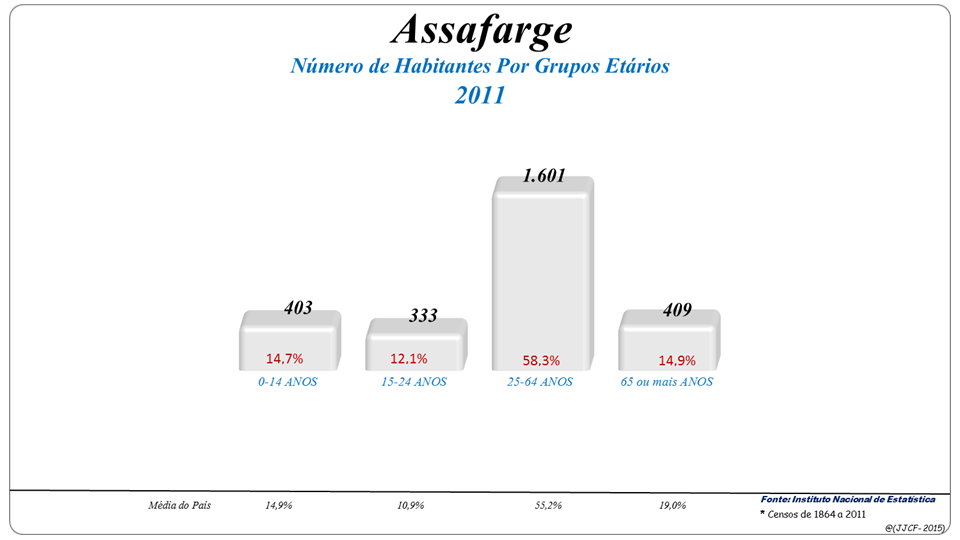
Grupos Etários (2001 e 2011)

| População da freguesia de Assafarge | População da freguesia de Assafarge | População da freguesia de Assafarge | População da freguesia de Assafarge | População da freguesia de Assafarge | População da freguesia de Assafarge | População da freguesia de Assafarge | População da freguesia de Assafarge | População da freguesia de Assafarge | População da freguesia de Assafarge | População da freguesia de Assafarge | População da freguesia de Assafarge | População da freguesia de Assafarge | População da freguesia de Assafarge | População da freguesia de Assafarge |
| ----------------------------------- | ----------------------------------- | ----------------------------------- | ----------------------------------- | ----------------------------------- | ----------------------------------- | ----------------------------------- | ----------------------------------- | ----------------------------------- | ----------------------------------- | ----------------------------------- | ----------------------------------- | ----------------------------------- | ----------------------------------- | ----------------------------------- |
| 1864                                | 1878                                | 1890                                | 1900                                | 1911                                | 1920                                | 1930                                | 1940                                | 1950                                | 1960                                | 1970                                | 1981                                | 1991                                | 2001                                | 2011                                |
| 776                                 | 905                                 | 979                                 | 992                                 | 993                                 | 1 072                               | 1 166                               | 1 299                               | 1 398                               | 1 447                               | 1 498                               | 1 714                               | 1 866                               | 2 268                               | 2 746                               |

## Lugares
A Freguesia de Assafarge compreendia as seguintes povoações:
- Abrunheira;
- Algar;
- Assafarge;
- Carvalhais de Baixo;
- Carvalhais de Cima;
- Casa Nova;
- Fontinhosa;
- Palheira;
- Vale de Cântaro;
- Envíbora ou Invíbora (aldeia abandonada);
- Quinta da Salvação;
- Quinta da Torre.

## Património
- Igreja Matriz de Assafarge - Assafarge (aldeia);
- Capela de Nossa Senhora da Ajuda - Abrunheira;
- Capela de Nossa Senhora da Paz - Vale de Cântaro;
- Capela de São Simão - Carvalhais de Baixo;
- Capela de São Silvestre - Palheira;
- Ermida do Santo Amaro - Carvalhais de Cima;
- Capela de Nossa Senhora da Piedade - Propriedade particular;
- Capela da Quinta da Torre - Propriedade particular;
- Capela da Quinta da Salvação - Ruínas;
- Capela da Envíbora - Ruínas;
- Cruzeiros, em Assafarge e na Abrunheira.

## Localização e Acessos
As localidades vizinhas que fazem fronteira com Assafarge e pertencem também ao Município de Coimbra são: Almalaguês, Antanhol, Castelo Viegas, Cernache e Santa Clara. A sul, a freguesia fazia também fronteira com Vila Seca, que faz parte do Município de Condeixa.
Os acessos principais à aldeia de Assafarge são a EN1158 e a EN110-2, ambas com ligação ao IC2.